# Molowate
Molowate (Tineidae) – rodzina niewielkich owadów z rzędu motyli. Liczy ok. 3000 gatunków.
Rodzina rozprzestrzeniona we wszystkich strefach klimatycznych. Osobniki dorosłe posiadają smukłe, gęsto owłosione ciało o barwie od białawej, poprzez żółtą po szarobrunatną. Rozpiętość skrzydeł wynosi 12–25 mm. Larwy żyją w rurkowatych osłonkach, które składają się z resztek pożywienia i wydzieliny gruczołów przędnych. Żywią się m.in. wyrobami włókienniczymi, grzybami i nasionami.
Larwy mola włosienniczka (odzieżowego) (Tineola bisselliella) żywią się wełnianymi wyrobami włókienniczymi, zaś mola kożusznika (Tinea pellionella) także wyrobami futrzarskimi.

## Systematyka
Do rodziny zalicza się następujące podrodziny i rodzaje:

Dryadaulinae
- Brachydoxa
- Dryadaula

Erechthiinae
- Anastathma
- Callicerastis
- Comodica
- Erechthias
- Mecomodica
- Petula
- Phthinocola
- Pisistrata
- Pontodryas
- Thuriostoma

Euplocaminae
- Euplocamus

Hapsiferinae
- Agorarcha
- Briaraula
- Callocosmeta
- Chrysocrata
- Cimitra
- Colobocrossa
- Cubitofusa
- Cynomastix
- Dasyses
- Hapsifera
- Hapsiferona
- Paraptica
- Parochmastis
- Phyciodyta
- Pitharcha
- Rhinophyllis
- Tiquadra
- Trachycentra
- Zygosignata

Harmacloninae
- Harmaclona
- Micrerethista

Hieroxestinae
- Amphixystis
- Archemitra
- Asymplecta
- Kermania
- Mitrogona
- Oinophila
- Opogona
- Phaeoses
- Phruriastis
- Wegneria

Meessiinae
- Afrocelestis
- Agnathosia
- Agoraula
- Augolychna
- Bathroxena
- Clinograptis
- Diachorisia
- Doleromorphia
- Drimylastis
- Emblematodes
- Epactris
- Eudarcia
- Galachrysis
- Homosetia
- Homostinea
- Hybroma
- Infurcitinea
- Ischnoscia
- Isocorypha
- Leucomele
- Lichenotinea
- Matratinea
- Mea
- Meneessia
- Montetinea
- Nannotinea
- Novotinea
- Oenoe
- Oxylychna
- Pompostolella
- Protodarcia
- Stenoptinea
- Tenaga
- Trissochyta
- Unilepidotricha
- Xeringinia

Myrmecozelinae
- Ateliotum
- Analytarcha
- Anemallota
- Aphimallota
- Cephimallota
- Cephitinea
- Cinnerethica
- Contralissa
- Coryptilum
- Criticonoma
- Dicanica
- Dinica
- Drosica
- Ellochotis
- Endromarmata
- Euagophleps
- Exoplisis
- Gerontha
- Haplotinea
- Ippa
- Ischnuridia
- Janseana
- Machaeropteris
- Mesopherna
- Metapherna
- Mimoscopa
- Moerarchis
- Myrmecozela
- Pachyarthra
- Pararhodobates
- Phthoropoea
- Platysceptra
- Propachyarthra
- Rhodobates
- Sarocrania
- Scalmatica
- Timaea
- Tineovertex
- Tracheloteina

Nemapogoninae
- Archinemapogon
- Gaedikeia
- Hyladaula
- Nemapogon
- Nemaxera
- Neurothaumasia
- Peritrana
- Triaxomasia
- Triaxomera
- Vanna

Perissomasticinae
- Cylicobathra
- Ectabola
- Edosa
- Hyperbola
- Neoepiscardia
- Perissomastix
- Phalloscardia
- Theatrochora

Scardiinae
- Afroscardia
- Amorophaga
- Bythocrates
- Cnismorectis
- Coniastis
- Cranaodes
- Daviscardia
- Diataga
- Dorata
- Montescardia
- Morophaga
- Scardia
- Tinissa

Setomorphinae
- Lindera
- Prosetomorpha
- Setomorpha

Siloscinae
- Autochthonus
- Organodesma
- Silosca

Stathmopolitinae
- Stathmopolitis

Teichobiinae
- Dinochora
- Ectropoceros
- Psychoides

Tineinae
- Acridotarsa
- Anomalotinea
- Asymphyla
- Ceratobia
- Ceratophaga
- Ceratuncus
- Crypsithyris
- Crypsithyrodes
- Eccritothrix
- Elatobia
- Enargocrasis
- Eremicola
- Graphicoptila
- Hippiochaetes
- Kangerosithyris
- Lipomerinx
- Metatinea
- Miramonopis
- Monopis
- Nearolyma
- Niditinea
- Ocnophilella
- Phereoeca
- Praeacedes
- Pringleophaga
- Proterodesma
- Proterospastis
- Reisserita
- Stemagoris
- Tetrapalpus
- Thomintarra
- Tinea
- Tinemelitta
- Tineola
- Tineomigma
- Trichophaga
- Tryptodema
- Wyoma
- Xerantica